# Plötz
Plötz este o comună în Saxonia-Anhalt, Germania